# 二段階革命論
二段階革命論（にだんかいかくめいろん）とは、共産主義革命を二段階で行う事。特にマルクス・レーニン主義の社会主義や共産主義勢力における主要テーマの1つ。
発達した資本主義ではない国で社会主義を目指すための長期方針として、通常、まずは絶対君主制や封建制度などを廃止するブルジョア民主主義革命を発生させ、資本主義が発展した後に社会主義革命（プロレタリア革命）を行うとした概念。対比する概念は一段階革命論ないし永続革命論。

## 概要
マルクス主義の唯物史観に基づく社会の発展形体観では、まず封建制下では封建領主階級や絶対君主が社会を支配し、それを打倒するために新興の階級であるブルジョアジー（資本家階級）が近代民主主義（ブルジョア民主主義）をかかげて階級闘争をおこない、国民国家を単位とする「民族」の成立とともに、封建領主階級や絶対君主を打倒して、自らの支配をうちたて、近代的資本主義国家を成立させる。次に資本主義的生産関係の確立とともに、社会の対立関係は資本家階級と労働者階級となり、成長してくる労働者階級は資本家階級と闘争し、その支配を打倒して資本主義的生産関係を変革する社会主義革命を遂行する。
このため、社会の発展がいまだ封建的段階を完全に脱していないとされる場合、あるいは、外国の帝国主義に支配されている植民地、または、半植民地状態であると規定される場合、近代民主主義の確立や民族自決が革命の課題となり、これは資本主義的生産関係に手をつけない、ブルジョア民主主義革命の課題であるとされる。また、独占資本主義体制の打破は、資本主義的生産関係の変革であり、社会主義的革命であるとする説と、独占の支配を打破しても資本主義的生産関係は残るので民主主義革命の課題であるとする説とがあり、「反独占」の課題をかがげた革命の性格については論争がおきてきた。
二段階革命論は、レーニン主義の主要要素とされ、後のマルクス・レーニン主義を掲げる社会主義や共産主義勢力の重要なテーマとなった。
ロシア革命では皇帝を追放した二月革命が一段階、ボリシェヴィキが権力掌握した十月革命が二段階とされ、中国革命では辛亥革命が一段階、中国共産党が権力掌握した国共内戦が二段階とされた（詳細は後述）。
ベトナムでは、南ベトナムの非共産勢力を含めたベトナム戦争で米仏の植民地主義を追放した後に、北ベトナム主導の社会主義化が進められた。
第二次世界大戦の終結後、世界の共産主義運動においては、二段階革命戦略をとる共産主義政党は「遅れた国」に限定されるとして、ヨーロッパなどの「発達した資本主義国」の共産党ではほとんどが社会主義を直接めざした。しかし、イタリアではイタリア共産党が1975年に「ファシズムに反対する新しい段階の民主主義革命」を打ち出し、また、フランスなどでは、フランス共産党が政権参加した前後には、同党が社会党などとの共闘の条件を合わせる際に、社会主義的変革を持ち出せず、「先進民主主義」とよばれる段階を設けるなどの変化があったこともある。
これらの二段階革命論は、帝政打倒の目的のためには合理的であるが、一段階目で連帯・利用した集団を、二段階目で武力で支配する事を事前に計画する事から、ボリシェビキズムの党派性として批判・警戒された。

## ロシア
ロシア革命において、ロシアの共産主義者たちは帝政ロシアを資本主義の発展が遅れた社会と規定し、その一人であるレーニンは、労働者と農民の同盟による帝政の打倒を目指す民主主義革命を経て、プロレタリアートによる社会主義革命を目指すという、二段階革命論をとなえた。しかし、二月革命において、プロレタリアートにより民主主義革命が遂行されつつあることを見た彼は、革命の二つの段階を分離することはできず、民主主義革命が社会主義革命へと連続的に発展せざるをえないというトロツキーと同じ立場に到達し、引き続き二段階革命論を唱えたメンシェヴィキとの論争を経て十月革命を指導した。

## 中国
中国革命においては、中国共産党などは、外国帝国主義に支配され、同時に半封建的な社会段階にある中国においては、直接社会主義革命をおこなうのではなく、労働者と農民の同盟による反帝国主義・反封建制をかかげる民主主義革命を徹底したのち、社会主義に移行するという二段階革命論をとなえた。
これはそれぞれ、辛亥革命の徹底および対日戦争の勝利と、国共内戦に相当する。

## 日本
1930年代の日本資本主義論争では、講座派が二段階革命論を主張し、日本共産党の基礎理論となった。
戦前の日本共産党は、日本は、絶対主義的天皇制を中心とする半封建的な母斑を残す資本主義社会だとして、絶対主義的天皇制を打倒し、寄生地主制や財閥の支配を解体するなどのブルジョア民主主義革命をおこし、それを社会主義革命に転化すると主張した(27年テーゼ、32年テーゼ)。
戦後の日本共産党は、日本の現状を、アメリカ帝国主義と日本独占資本に支配されていると規定し、この両者の支配を打ち破る人民の民主主義革命をおこない、それから連続的に社会主義革命へと至るという二段階革命論をとった。しかし日本共産党は、徐々に「人民の民主主義革命」と「社会主義革命」の連続性を強調しなくなり、ついには「民主主義革命」と「社会主義革命」は完全に分離された。1989年（昭和64/平成元年）の「赤旗」の宮本顕治議長新春インタビューから、日本共産党は「資本主義の枠内での改革」を強調するようになった。2004年（平成16年）の綱領では、現在の日本に必要なのは「民主主義革命」であり、将来の課題は「社会主義的変革」との表現に変更された。
この日本共産党の二段階革命論に対し、春日庄次郎や小野義彦ら日本共産党内少数派、社会主義協会、新左翼諸派などのグループは、日本は帝国主義国家であり、民族民主革命や人民の民主主義革命はありえないとして、日本帝国主義と独占資本による支配の打倒を革命戦略の中心にかかげ、二段階ではなく、直接的な社会主義革命を唱えた。